# Secretly Canadian
Secretly Canadian est un label discographique indépendant américain,  basé à Bloomington, dans l'État de l'Indiana, une région des États-Unis qui possède une riche scène musicale.

## Histoire

Ancien logo.

Le label est fondé en 1996 par les frères Chris et Ben Swanson, Eric Weddle, et Jonathan Cargill, alors étudiants à l'Université de l'Indiana. En 1997, Eric Weddle quitte Secretly Canadian pour fonder Family Vineyard Records. Darius Van Arman, qui dirige le label Jagjaguwar, se rapproche de Secretly Canadian et s'installe à Bloomington. Depuis lors, Jagjaguwar est codirigé par Van Arman et Chris Swanson.
La firme compte également une branche distribution, SC Distribution, qui aide à diffuser les disques édités par Secretly Canadian, Jagjaguwar, Family Vineyard, Dead Ocean, et d'autres labels indépendants. Depuis 1999, Secretly Canadian compte une branche fabrication, la firme Bellewether. Depuis 2005, le label travaille avec l'Alternative Distribution Alliance, un réseau de distribution détenu par Warner Music Group. Les dirigeants de Secretly Canadian ont également lancé Blank Stare Films, qui édite des films indépendants.
En 2007, le label Dead Oceans est fondé à Austin par Phil Waldorf et les dirigeants des labels Secretly Canadian et Jagjaguwar ; parmi les premières signatures figurent Bishop Allen et Dirty Projectors.

## Catalogue
Les premiers artistes signés par Secretly Canadian sont June Panic, dont l'album Glory Hole est la première référence du label, et le groupe Songs: Ohia de Jason Molina. En 2007 Secretly Canadian célèbre la sortie de sa 100e référence, la compilation SC100, qui présente dix-huit reprises jouées par des artistes du label, dont Nikki Sudden et Jens Lekman. Le label a également signé l'artiste suédoise Frida Hyvönen et le groupe d'Antony Hegarty, et Anohni and the Johnsons.

### Groupes et artistes
Groupe ou artiste ayant enregistré pour Secretly Canadian :
- Animal Collective
- Anohni and the Johnsons
- Ativin (en)
- BLK JKS (en)
- Bodies of Water
- Catfish Haven (en)
- Danielson (en)
- Stella Donnelly
- Early Day Miners (en)
- Dave Fischoff
- Havergal
- Here We Go Magic
- The Horns of Happiness (en)
- Faye Webster
- Foreign Born
- Frida Hyvönen
- I Love You But I've Chosen Darkness (en)
- The Impossible Shapes (en)
- Instruments of Science and Technology
- Intro to Airlift
- The Japonize Elephants
- jj
- Simon Joyner (en)
- Damien Jurado
- Suzanne Langille et Loren MazzaCane Connors
- Jens Lekman
- Don Lennon (en)
- Little Scream
- Major Lazer
- Marmoset (en)
- Jason Molina (Songs: Ohia, Magnolia Electric Co)
- Molina and Johnson
- Music Go Music
- Scout Niblett
- Normanoak
- June Panic (en)
- The Panoply Academy
- Racebannon (en)
- Alasdair Roberts
- Nikki Sudden and the Jacobites
- Suuns
- Swearing at Motorists (en)
- Swell Maps
- Richard Swift
- The War on Drugs
- Throw Me the Statue (en)
- Tren Brothers
- Bobb Trimble (en)
- David Vandervelde (en)
- Jorma Whittaker
- Windsor for the Derby (en)
- Yeasayer
- Zero Boys

## Distinctions notables

### A2IM Libera Awards
- 2014 : label de l'année (finaliste)[6]
- 2015 : label de l'année (finaliste)[7]

### AIM Independant Music Awards
- 2014 : label indépendant de l'année (nommé)